# Evangelische Kirche in Berlin-Brandenburg
Die Evangelische Kirche in Berlin-Brandenburg (abgekürzt meist EKiBB, auch EKBB) war eine Gliedkirche (Landeskirche) der Evangelischen Kirche in Deutschland (EKD) und zwischenzeitlich im Bund der Evangelischen Kirchen in der DDR. Sie bestand von 1945 bis 2003 als Nachfolgerin der Kirchenprovinz Mark Brandenburg der Evangelischen Kirche der Altpreußischen Union. Zwischen 1972 und 1991 war sie aufgrund der deutschen Teilung in die Bereiche West (West-Berlin) und Ost (Ost-Berlin und Brandenburg) geteilt. Ihr Gebiet umfasste im Wesentlichen die heutigen Bundesländer Berlin und Brandenburg; dazu kamen einige Gemeinden in den Bundesländern Sachsen-Anhalt und Mecklenburg-Vorpommern.
Mit Wirkung vom 1. Januar 2004 fusionierte sie mit der Evangelischen Kirche der schlesischen Oberlausitz zur Evangelischen Kirche Berlin-Brandenburg-schlesische Oberlausitz.

## Geschichte

### Bis 1815
Die Geschichte der Landeskirche ist untrennbar mit der Geschichte des Kurfürstentums Brandenburg bzw. mit dem späteren Königreich Preußen verbunden.
Im Kurfürstentum Brandenburg waren unter Markgraf Joachim I. die reformatorischen Bestrebungen noch unterdrückt worden. Sein Sohn Johann von Küstrin, der ab 1535 in der Neumark regierte, führte dort sofort die Reformation ein. Sein in der Kurmark regierender Bruder Joachim I. veranlasste im November 1539 eine evangelische Abendmahlsfeier und erließ 1540 eine lutherisch geprägte Kirchenordnung, die zumindest der Intention nach für alle Kirchen des Landes Gültigkeit haben sollte. 1543 wurde als Verwaltungsbehörde das kurmärkische Konsistorium gegründet. In der Folgezeit wurden die Bistümer Brandenburg, Havelberg und Lebus protestantisch umgestaltet und schließlich aufgelöst und auch der weitere Kirchenbesitz säkularisiert. Viele Gebräuche der mittelalterlichen Kirche blieben aber in Geltung, auch wenn die Kirchenordnung von 1572 und die Visitations- und Konsistorialordnung von 1573 eine stärkere Durchsetzung der reformatorischen Ordnung brachten.
1613 trat Kurfürst Johann Sigismund vom lutherischen zum reformierten Bekenntnis über. In der Confessio Sigismundi gestattete er jedoch seinen Untertanen, diesem Wechsel nicht zu folgen, und begründete damit eine Ausnahme von der im Augsburger Religionsfrieden von 1555 vorgesehenen Formel „Cuius regio, eius religio“. Trotzdem kam es in der Folgezeit immer wieder zu Spannungen zwischen dem reformierten Kurfürstenhaus, das die Gründung von reformierten Gemeinden förderte und Reformierte als Hofbeamte bevorzugte, und der lutherischen Bevölkerungsmehrheit, so etwa im Fall von Paul Gerhardt. Gemeinden beider Bekenntnisse existierten in der Mark Brandenburg nun für die beiden nächsten Jahrhunderte nebeneinander. Für beide beanspruchten die Kurfürsten die Ausübung des Landesherrlichen Kirchenregiments, das bei den Lutheranern durch Generalsuperintendenten und das Konsistorium ausgeübt wurde, bei den Reformierten durch Inspektoren, die vom Geheimen Rat eingesetzt wurden. Unter König Friedrich Wilhelm I. wurde der Hallesche Pietismus stark gefördert und prägte die lutherische Kirche noch bis ins 19. Jahrhundert hinein.
Seit 1750 unterstanden alle lutherischen Kirchengemeinden der Monarchie dem Lutherischen Oberkonsistorium Preußens in Berlin. Die reformierten Kirchengemeinden dagegen ressortierten beim 1713 gegründeten Reformierten Kirchendirektorium, ebenfalls in Berlin.

### Von 1815 bis 1945
Nach 1815 wurde der Staat Preußen in zehn (später acht) Provinzen gegliedert. In die Provinz Brandenburg wurden bis dahin kursächsische Gebiete wie die Niederlausitz und Teile des Fläming eingegliedert; dafür kam die zu den brandenburgischen Kernlanden gehörende Altmark zur Provinz Sachsen. In jeder Provinz wurden eigene neue Kirchenverwaltungsbehörden errichtet, für Brandenburg mit dem 1817 neu errichteten Provinzialkonsistorium in Berlin an der Spitze. Auch nach der Ausgliederung Berlins aus der Provinz Brandenburg im Jahre 1881 blieben beide politischen Verwaltungseinheiten kirchlich zusammen als Kirchenprovinz Mark Brandenburg.
Oberhaupt („summus episcopus“) der lutherischen und der reformierten Kirche war der König von Preußen. 1817 verfügte Friedrich Wilhelm III. eine Verwaltungsunion beider Bekenntnisse. Somit entstand innerhalb des Staates Preußen eine einheitliche Kirche, die „Evangelische Kirche in Preußen“, die in den folgenden Jahrzehnten mehrmals ihren Namen änderte. Diese Kirche umfasste bis 1918/1922 folgende neun Kirchenprovinzen: Brandenburg, Ost- und Westpreußen (zwischen 1829 und 1878 als Kirchenprovinz Preußen vereinigt), Pommern, Posen, Rheinland, Sachsen, Schlesien und Westfalen. Einige Lutheraner unter Führung des Breslauer Theologieprofessors Johann Gottfried Scheibel konnten die Union aus theologischen Gründen nicht mitvollziehen und erklärten, der neuen Evangelischen Kirche in Preußen nicht anzugehören. Dies führte zu einer staatlichen Verfolgung der „Altlutheraner“ zwischen 1830 und 1840 mit Billigung des Konsistoriums und schließlich 1845 zu ihrer Anerkennung als evangelisch-lutherische (altlutherische) Kirche. 1876 wurden in der preußischen Landeskirche, in die die nach 1866 annektierten Landesteile nicht eingegliedert worden waren, Provinzialsynoden und eine Generalsynode geschaffen, die an den Entscheidungen mitwirkten; die eigentliche Macht blieb aber bei den Organen des landesherrlichen Kirchenregiments.
Nach dem Ersten Weltkrieg hörte mit dem Ende der Monarchie auch das landesherrliche Kirchenregiment auf. Die preußische Landeskirche und ihre Provinzialkirchen gründeten daher 1922 die „Evangelische Kirche der altpreußischen Union“, welche durch Abtrennung der überwiegenden Anzahl der Gemeinden der Kirchenprovinzen Posen und Westpreußen verkleinert worden war. Die Kirche wurde von einer Generalsynode geleitet und von mehreren Generalsuperintendenten und dem Evangelischen Oberkirchenrat in Berlin verwaltet.

### Nach dem Zweiten Weltkrieg
Nach dem Zweiten Weltkrieg wurde die Oder-Neiße-Linie die Ostgrenze Deutschlands. Dies bedeutete die Abtrennung der Provinz Ostpreußen und der größeren Teile der Provinzen Pommern und Schlesien sowie des östlich von Oder und Neiße gelegenen Teiles von Brandenburg, deren Gebiete unter polnische bzw. sowjetische Verwaltung gestellt wurden. Die verbliebenen sechs alten Provinzialkirchen Preußens wurden bis 1947 nach formeller Auflösung des Staates Preußen selbständige Landeskirchen. Diese Verselbständigung der Kirchenprovinzen war im August 1945 auf der Treysaer Konferenz grundsätzlich beschlossen worden. Mit der Verabschiedung einer eigenen Verfassung im Jahr 1948 war die Verselbständigung abgeschlossen. Sie trat der ebenfalls 1948 abschließend konstituierten Evangelischen Kirche in Deutschland (EKD) sowie der 1954 als Nachfolgeeinrichtung der Evangelischen Kirche der altpreußischen Union gegründeten Evangelischen Kirche der Union bei.
Die Kirchenprovinz Mark Brandenburg, nunmehr von einem Bischof (Otto Dibelius) geleitet, erhielt 1948 eine neue Verfassung und hieß danach „Evangelische Kirche in Berlin-Brandenburg.“ Sie trat der Evangelischen Kirche in Deutschland (EKD) bei. Seit 1945 erschien in Berlin die evangelische Wochenzeitung Die Kirche, deren Herausgeber der Bischof der Berlin-Brandenburgischen Landeskirche war.

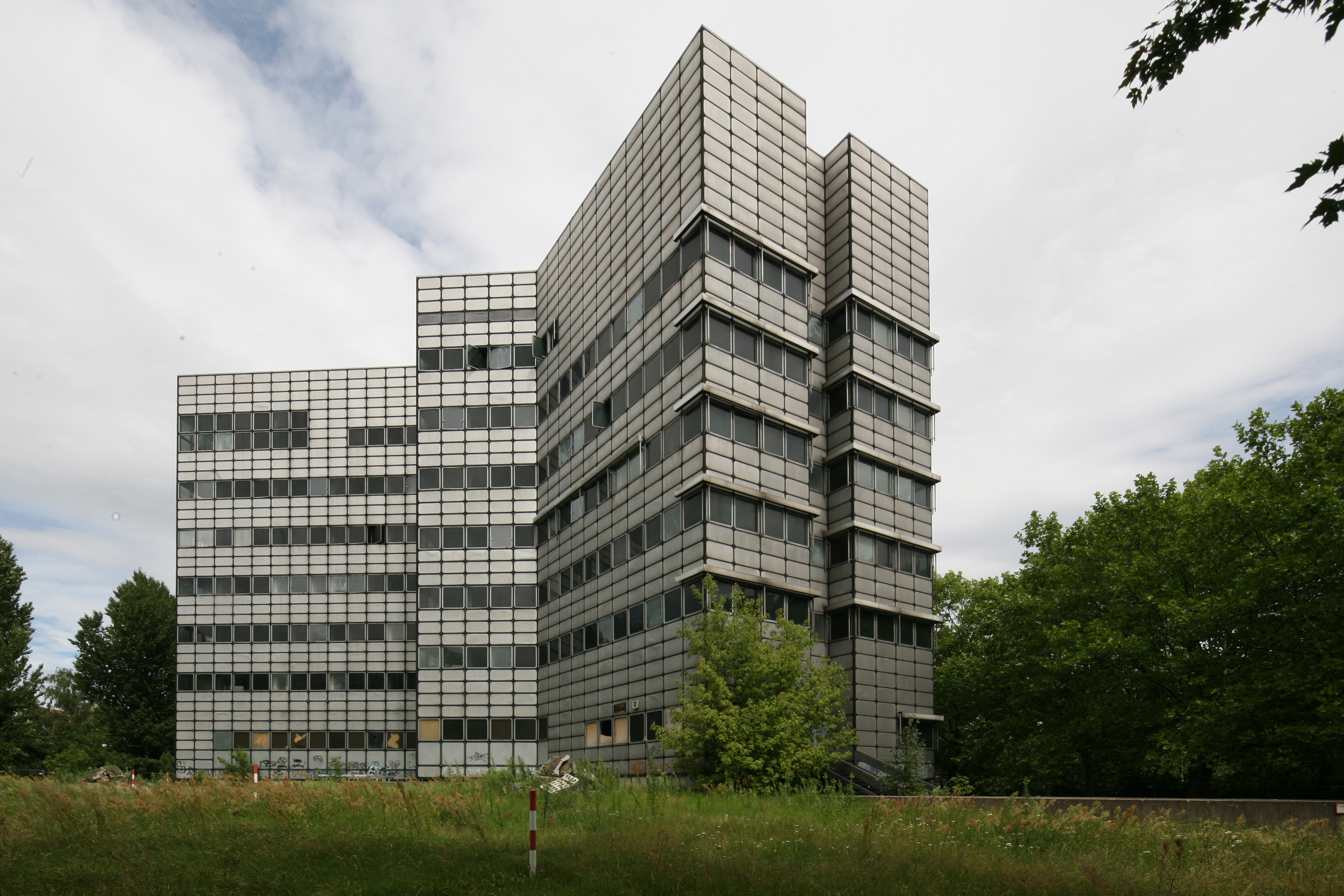
Ehem. Konsistorium (West), Bachstraße, Hansaviertel – inzwischen abgerissen

Nach dem Bau der Berliner Mauer 1961 und der Verabschiedung der DDR-Verfassung von 1968 wurde eine gemeinsame Arbeit innerhalb der Kirche immer schwerer. Die Kirche wurde daher 1972 in die Bereiche West (West-Berlin) und Ost (Ost-Berlin und Brandenburg) geteilt. Jeder Bereich erhielt eine eigene Kirchenverwaltung mit Sitz in Berlin (West-Konsistorium, Bachstraße 1–2 und Ost-Konsistorium, Neue Grünstraße 19) und einem Bischof an der Spitze. Mit der Wiedervereinigung beider deutscher Staaten wurde auch die Evangelische Kirche in Berlin-Brandenburg vereinigt. Die 1. Tagung der Gemeinsamen Synode der EKiBB zugleich Tagung der beiden regionalen Synoden vom 16. bis 17. März 1990 fand nach einem Eröffnungsgottesdienst in der Marienkirche und einer Eröffnungsansprache durch Präses Helmut Reihlen in der Französischen Friedrichstadtkirche im Evangelischen Johannesstift in Berlin-Spandau statt. Ab 1991 leitete mit Martin Kruse erneut ein gemeinsamer Bischof die Kirche.
Zum 1. Januar 2004 vereinigte sich die Evangelische Kirche in Berlin-Brandenburg mit der Evangelischen Kirche der schlesischen Oberlausitz zur Evangelischen Kirche Berlin-Brandenburg-schlesische Oberlausitz.

## Leitung der Landeskirche

### Synode
Oberstes beschlussfassendes Gremium war die Landessynode (ab 1948) bzw. Provinzialsynode, deren Mitglieder von den Kirchenkreisen sowie von den kirchlichen Arbeitszweigen und Werken gewählt wurden. Vor dem Ende des landesherrlichen Kirchenregiments gab es auch schon Synoden, ab 1876 auf verfassungsrechtlich gesichert, die in ihrer Kompetenz aber dem Konsistorium untergeordnet waren.
Die Synode wurde von einem aus ihrer Mitte gewählten Präses geleitet. Als Präsides amtierten:
1844–0000 (außerordentliche Provinzialsynode) Daniel Amadeus Neander (als Generalsuperintendent qua Amt), Adolf Sydow, Pfarrer (als gewählter Stellvertreter)
1869–0000 (außerordentliche Provinzialsynode) Friedrich Wölbling, Pfarrer
1879–0000 Adolf von Arnim-Boitzenburg, Gutsbesitzer und Politiker
1880–1881 Albert von Levetzow, Gutsbesitzer und Politiker
1911–1921 Dietlof von Arnim-Boitzenburg, Gutsbesitzer
1922–0000 Karl Feldhahn, Superintendent
1923–1925 Emil Bäthge, Superintendent
1925–1931 Wolf von Gersdorff, Landrat a. D.
1931–1933 Johannes Grell, Superintendent
1933–1945 Gerhard Jacobi, Pfarrer (in der Bekenntnissynode)
1934–0000 Otto Eckert, Propst
1935–1966 Kurt Scharf, Pfarrer (in der Bekenntnissynode, später mit dem Amtstitel Präses in der Kirchenleitung)
1946–1959 Reinhard Möller, Regierungsrat a. D.
1959–1962 Fritz Figur, Superintendent
1962–1973 Hans Altmann, Richter (Region West)
1973–1990 Manfred Becker, Germanist (Region Ost)
1979–1997 Helmut Reihlen (bis 1991 für die Region West)
1997–2005 Anneliese Kaminski, Sprachwissenschaftlerin

### Konsistorium
Bis zum Ende des landesherrlichen Kirchenregiments war das Konsistorium, dessen Mitglieder vom Landesherrn ernannt wurden, das eigentliche Leitungsorgan der Kirche. Mit der neuen Verfassung von 1922 ging die Leitungskompetenz auf die Synode und die Kirchenleitung über; das Konsistorium wurde damit zur reinen Verwaltungsbehörde.
 (mit Amtsliste der Konsistorialpräsidenten)

### Übersicht über die personalen Leitungsämter
An der Spitze der Evangelischen Kirche in Berlin-Brandenburg stand der Bischof als geistlicher Leiter der Kirche. Er wurde von der Landessynode gewählt und war Vorsitzender der Kirchenleitung. Sein Stellvertreter war der Propst, der theologische Leiter im Konsistorium (Verwaltungsbehörde der Kirche). Die regionale geistliche Aufsicht oblag den Generalsuperintendenten.
Der Titel Bischof war bis 1933 unüblich. Er wurde gelegentlich von den Königen als Ehrentitel an ausgewählte kirchenleitende Persönlichkeiten verliehen, vor allem von Friedrich Wilhelm III. ab 1816, zuvor schon 1702 an Benjamin Ursinus. Wie in anderen evangelischen Territorien hatten im Kurfürstentum Brandenburg ab 1555 Generalsuperintendenten im Auftrag des Landesherrn die geistliche Leitung ausgeübt, zusammen mit dem Konsistorium, dem sie qua Amt angehörten und dessen Vorsitz sie zeitweise auch führten. Das Amt war aufgrund der konfessionellen Spaltung für das Kerngebiet Brandenburgs 1633 aufgehoben worden. Ab 1824 wurden jedoch wieder Generalsuperintendenten eingesetzt. Jede Kirchenprovinz hatte, entsprechend ihrer Größe, einen bis vier Generalsuperintendenten. Der Generalsuperintendent war geistlicher Leiter der Kirchenprovinz und des jeweiligen Provinzialkonsistoriums. Soweit es in einer Kirchenprovinz mehrere Generalsuperintendenten gab, wechselten sie turnusmäßig als geistliche Leiter des Konsistoriums. Für Brandenburg waren zwei (ab 1911 drei) Generalsuperintendenten tätig, die nach Wegfall des landesherrlichen Kirchenregiments 1918 zusammen mit dem Präsidenten des Konsistoriums die Kirchenleitung der Provinzialkirche bildeten.
Unter der Herrschaft der Deutschen Christen in den Leitungsgremien der Evangelischen Kirche der altpreußischen Union wurden die Titel und Funktionen eines Landesbischofs (Ludwig Müller) und von Provinzialbischöfen eingeführt. Die Kirchenprovinz Mark Brandenburg wurde in Bistum Berlin umbenannt. Ein Provinzialbischof leitete das Bistum gemäß dem Führerprinzip. Die märkischen Generalsuperintendenten firmierten nun als Pröpste im Rang unter dem Provinzialbischof. Otto Dibelius nahm 1945 selbst den neuen Titel Bischof an, der ihn im Verkehr mit der sowjetischen Besatzungsmacht als Kirchenvertreter auswies, und amtierte seitdem als Bischof für die gesamte berlin-brandenburgische Kirche; von 1972 bis 1991 gab es zwei getrennte Bischofsämter in Ost- und Westberlin. Das Ämter der Generalsuperintendenten blieben bestehen, wobei sich der Zuschnitt ihrer Sprengel im Laufe der Zeit mehrmals veränderte. Zuletzt gab es die drei Sprengel Berlin, Cottbus und Neuruppin, die je von einem Generalsuperintendenten geleitet wurden.

### Amtslisten

#### Generalsuperintendenten bis 1815
Generalsuperintendenten für die Kurmark
1540–1550: Jacob Stratner († 1550)
1550–1566: Johannes Agricola (1494–1566)
1566–1581: Andreas Musculus (1514–1581)
1581–1594: Christoph Corner (1518–1594)
1595–1633: Christoph Pelargus (auch Storch; 1565–1633)
Ab 1633 wurde das Amt nicht mehr besetzt; das Märkische Konsistorium als Kollegialorgan, das lutherische und reformierte Mitglieder einschloss, übernahm die Funktion.
Generalsuperintendenten für die Altmark (ab 1664 zusätzlich für die Prignitz)
Generalsuperintendenten für die Markgrafschaft Brandenburg-Küstrin
1570–1571: Georg Coelestin
Ab 1571 wurde die Aufsicht vom kurmärkischen Generalsuperintendenten ausgeübt.

#### Generalsuperintendenten in der Kirchenprovinz Mark Brandenburg
Generalsuperintendenten für die Kurmark
1829–1853: Daniel Amadeus Neander; in Personalunion von 1823 bis 1865 Propst der Petrikirche (Berlin-Cölln). Friedrich Wilhelms III. verlieh ihm 1830 den Ehrentitel „Bischof“.
1853–1873: Wilhelm Hoffmann, zugleich Hofprediger
1875–1879: Bruno Brückner (kommissarisch, zugleich Generalsuperintendent für Berlin)
1879–1891: Theodor Johannes Rudolf Kögel, seit 1863 auch Hofprediger zu Berlin
1892–1903: Ernst Dryander
1903–1921: Paul Köhler (1848–1926)
1921–1924: Karl Axenfeld (1869–1924)
1925–1933: Otto Dibelius, durch den preußischen Staatskommissar August Jäger – unter Bruch der Kirchenordnung – beurlaubt.
Geistliche Leiter für die Stadt Berlin
1823–1865: Daniel Amadeus Neander, Propst der Petrikirche (Berlin-Cölln), damals das ranghöchste geistliche Amt in Berlin
1865–1871: Vakanz, die Stelle wurde erst nach Neanders Tod 1869 wieder besetzt
1871–1892: Bruno Brückner
1893–1911: Wilhelm Faber
1912–1918: Christoph Friedrich Lahusen
1918–1921: Vakanz
1921–1927: Georg Burghart
1928–1933: Emil Karow, durch den preußischen Staatskommissar August Jäger – unter Bruch der Kirchenordnung – beurlaubt.
Generalsuperintendent für die Vorstädte Berlins (Berlin-Land und Kölln-Land)
1911–1933: Wilhelm Haendler (diese Generalsuperintendentur wurde 1911 geschaffen und nach Haendlers Pensionierung 1933 wieder aufgelöst)
Generalsuperintendent für den Reg.-Bez. Frankfurt/O (ohne Niederlausitz)
1829–1836: Wilhelm Ross
Die Generalsuperintendenturen Frankfurt/O und Niederlausitz wurden 1836 vereinigt.
Generalsuperintendent für die Niederlausitz (Sitz: Lübben)
1811–1836: Friedrich Brescius (1766–1842), noch durch Kursachsen eingesetzt
Die Generalsuperintendenturen Niederlausitz und Frankfurt/O wurden 1836 vereinigt.
Generalsuperintendenten für die Neumark und die Niederlausitz
1836–1842: Friedrich Brescius
1842–1853: Vakanz, der kurmärkische Generalsuperintendent Daniel Amadeus Neander nahm die Amtsgeschäfte wahr
1853–1884: Carl Büchsel
1884–1909: Theodor Braun (1833–1911)
1909–1925: Hans Keßler (1856–1939)
1925–1933: Ernst Vits, durch den preußischen Staatskommissar August Jäger – unter Bruch der Kirchenordnung – in den Ruhestand versetzt.

#### Bistum Mark Brandenburg der Evangelischen Kirche der altpreußischen Union, 1933–1945
Provinzialbischof für Berlin
1933–1934: Emil Karow
1934–1945: Vakanz, im Zuge des Kirchenkampfes kam es nicht zu einer Neubesetzung
Provinzialbischof für Brandenburg
1933 (September–Dezember): Joachim Hossenfelder
1933–1945: Vakanz, im Zuge des Kirchenkampfes kam es nicht zu einer Neubesetzung
Propstei Kurmark (dem Bistum Mark Brandenburg untergeordnet)
1933–1936 (30. Juni): Fritz Loerzer
1936–1945: Vakanz, im Zuge des Kirchenkampfes kam es nicht zu einer Neubesetzung
parallel:
1933–1945: Otto Dibelius; er ignorierte die Beurlaubung und amtierte weiter, wurde jedoch nur in den Kirchengemeinden, die zur Bekennenden Kirche hielten, akzeptiert.
Propstei Neumark und Niederlausitz (dem Bistum Mark Brandenburg untergeordnet)
1933–1936 (30. Juni): Otto Eckert
1936–1945: Vakanz, im Zuge des Kirchenkampfes kam es nicht zu einer Neubesetzung

#### Kirchenprovinz Brandenburg bzw. Evangelische Kirche in Berlin-Brandenburg (ab 1945)

##### Bischöfe
1945–1966: Otto Dibelius. Die sowjetische Besatzungsmacht willigte ein, dass er als Leiter der Provinzialkirche den Titel Bischof führte; in seiner Person bündelte er alle drei geistlichen Leitungsämter in der Kirchenprovinz.
1966–1972: Kurt Scharf
Bereich West 1972–1991
1972–1976: Kurt Scharf
1976–1991: Martin Kruse
Bereich Ost 1972–1991
1972–1981: Albrecht Schönherr
1981–1991: Gottfried Forck
1991–2004
1991–1993: Martin Kruse
1994–2004: Wolfgang Huber, bis 2009 weiter Bischof der EKBO

##### Generalsuperintendenten
1945 wurden die Strukturen von vor 1933 wiederhergestellt. 1949 wurden die Generalsuperintendenturen territorial verändert und teils umbenannt. Die Generalsuperintendentur Neumark und Niederlausitz hatte alle Gemeinden jenseits der Oder-Neiße-Linie verloren und wurde daher zu Lasten der Kurmark vergrößert. Die Generalsuperintendentur Neumark und Niederlausitz firmierte seither als Sprengel Cottbus. Die Generalsuperintendentur Kurmark gab 1963 Gebiete für den neuen Sprengel Eberswalde ab (später zurückgegliedert) und firmierte seither als Sprengel Neuruppin.
Generalsuperintendenten für die Kurmark (bis 1963) / Neuruppin (1963–2010) / Potsdam (ab 2010)
1945–1946: Otto Dibelius, bestätigt durch die provisorisch gebildete Kirchenleitung (der Beirat). Der Beirat beauftragte Dibelius auch, die vakanten Generalsuperintendenturen Berlin und Neumark-Niederlausitz vertretungsweise zu übernehmen.
1947–1963: Walter Braun
1963–1978: Horst Lahr
1979–1996: Günter Bransch (1931–2025)
1997–2010: Hans-Ulrich Schulz
Generalsuperintendent für die Stadt Berlin
1945–1946: Otto Dibelius, kommissarisch
1946–1948: Max Diestel (für den amerikanischen Sektor)
Generalsuperintendenten für Berlin I
Sitz: Berlin (West). 1975 wurde die Funktion der Generalsuperintendentur Berlin I mit der des Bischofs (West) verschmolzen.
1946–1954: Gerhard Jacobi
1955–1961: Immanuel Pack (1900–1964)
1961–1975: Hans-Martin Helbich
Generalsuperintendenten für Berlin II
Sitz: Berlin (Ost)
1946–1955: Friedrich-Wilhelm Krummacher
1956–1963: Fritz Führ (1904–1963)
1964–1974: Gerhard Schmitt
1974–1982: Hartmut Grünbaum (1930–1983)
1982–1993: Günter Krusche
Generalsuperintendenten für Berlin
1994–1996: Ingrid Laudien
1996–2008: Martin-Michael Passauer
Generalsuperintendenten für die Neumark und die Niederlausitz / in Cottbus
1945–1946: Otto Dibelius, kommissarisch
1946–1972: Günter Jacob
1973–1981: Gottfried Forck
1982–1993: Reinhardt Richter (1928–2004)
1995–2004: Rolf Wischnath (* 1948)
Generalsuperintendenten des Sprengels Eberswalde
1963–1972: Albrecht Schönherr
1972–1978: Hermann-Theodor Hanse (1912–1999)
1978–1983: Erich Schuppan
1983–1996: Leopold Esselbach (* 1931)

##### Pröpste/Pröpstinnen im Konsistorium
1945–1959: Hans Böhm (1899–1962), geistlicher Leiter der Abteilung Berlin
1946–1961: Kurt Scharf, geistlicher Leiter der Abteilung Brandenburg
1960–1969: Martin Schutzka (1908–1978), Abteilung Berlin, 1959–60 kommissarisch, ab 1961 nur für die Westsektoren
Region West 1967–1991
1960–1969: Martin Schutzka, bis 1961 für ganz Berlin
1970–1980: Wilhelm Dittmann (1915–1988)
1980–1990: Uwe Hollm
1990–1991: Karl-Heinrich Lütcke, kommissarisch
Region Ost 1963–1991
1963–1973: Siegfried Ringhandt
1973–1986: Friedrich Winter
1988–1996: Hans-Otto Furian (ab 1991 für die wiedervereinte Kirche)
ab 1991
1988–1996: Hans-Otto Furian (bis 1991 Region Ost)
1996–2005: Karl-Heinrich Lütcke

## Gesangbücher
Die Gemeinden der Evangelischen Kirche in Berlin-Brandenburg sangen seit dem 19. Jahrhundert vor allem aus folgenden Gesangbüchern:
- Gesangbuch zum gottesdienstlichen Gebrauch für evangelische Gemeinden. Berlin 1829.
- Evangelisches Gesangbuch, nach Zustimmung der Provinzialsynode vom Jahre 1884 zur Einführung in der Provinz Brandenburg mit Genehmigung des Evang. Oberkirchenrats herausgegeben vom Königlichen Konsistorium, Berlin 1884.
- Evangelisches Gesangbuch für Brandenburg und Pommern, Berlin und Frankfurt/Oder; eingeführt durch Beschlüsse der Provinzialsynoden der Kirchenprovinz Pommern 1925 und 1927 und Mark Brandenburg 1927 und 1929 und nach der Notverordnung des Kirchensenats vom 7. August 1931 herausgegeben von den Provinzialkirchenräten Brandenburg und Pommern am 1. Advent 1931.
- Evangelisches Kirchengesangbuch, Ausgabe für die Evangelische Kirche in Berlin-Brandenburg; Auf Grund des Beschlusses der Provinzialsynode der Evang. Kirche in Berlin-Brandenburg vom 7. Februar 1951 herausgegeben von der Evang. Kirchenleitung am 1. Advent 1951 bzw. mit den späteren Titeln „Evangelisches Kirchen-Gesangbuch, Ausgabe für die Konsistorialbezirke Berlin, Magdeburg, Greifswald und Görlitz und die Evang. Landeskirche Anhalts“ bzw. „Evangelisches Kirchengesangbuch, Ausgabe für die Evangelische Landeskirche Anhalt, Evang. Kirche Berlin-Brandenburg, Evang. Kirche des Görlitzer Kirchengebietes, Evang. Landeskirche Greifswald, Evangelische Kirche der Kirchenprovinz Sachsen“.
- Evangelisches Gesangbuch, Ausgabe für die Evangelische Landeskirche Anhalts, die Evangelische Kirche in Berlin-Brandenburg, die Evangelische Kirche der schlesischen Oberlausitz, die Pommersche Evangelische Kirche, die Evangelische Kirche der Kirchenprovinz Sachsen, Berlin/Leipzig; eingeführt am Reformationstag, 31. Oktober 1993.